# Core Design
Core Design — компания, занимавшаяся разработкой компьютерных игр, получившая известность благодаря серии Tomb Raider.
Core Design была основана в 1988 году Крисом Шригли, Энди Грином, Робом Туном, Терри Ллойдом, Саймоном Филипсом, Дэйвом Прайдмором, Джереми Смитом и Грегом Холмсом. Большинство сотрудников пришли из компании Gremlin Graphics.
В 1996 году Core Design была приобретена Eidos Interactive в составе группы CentreGold. Позже Eidos продала большую часть CentreGold, но сохранила в своём владении U.S. Gold, которой принадлежала Core Design. В этом же году студия выпустила Tomb Raider — трёхмерную приключенческую игру с археологом Ларой Крофт в главной роли. Огромный успех игры позволил Sony договориться с Eidos о выпуске как минимум трёх следующих частей серии эксклюзивно для PlayStation. Начиная с Tomb Raider: The Last Revelation (1999), игры стали выходить и на консоли Sega Dreamcast.
После провала Tomb Raider: The Angel of Darkness (2003) Eidos передала права на разработку последующих игр серии Crystal Dynamics. Core Design потеряла контроль над своим главным брендом, и вскоре компанию покинул один из её основателей, Джереми Смит.
В мае 2006 года Eidos продала студию независимому разработчику Rebellion Developments, оставив за собой права на название Core Design и большую часть интеллектуальной собственности.
Сотрудники Core Design, уже под именем Rebellion, участвовали в разработке игр Shellshock 2: Blood Trails и Rogue Warrior. Однако 17 марта 2010 года, после окончания срока аренды офисов, Rebellion Derby (бывшая Core Design) была закрыта.

## Игры
Компания разработала около 50 игр, изданных на различных платформах.
- Asterix and the Great Rescue
- Asterix and the Power of the Gods
- Banshee[англ.]
- Battlecorps[англ.]
- BC Racers[англ.]
- Bubba 'n' Stix
- CarVup[англ.]
- Chuck Rock
- Corporation[англ.]
- Curse of Enchantia
- Cyberpunks[англ.]
- Darkmere[англ.]
- Doodlebug
- Fighting Force 2[англ.]
- Thunderhawk[англ.]
- Firestorm: Thunderhawk 2[англ.]
- Thunderhawk: Operation Phoenix[англ.]
- Frenetic
- Free Running
- Heimdall[англ.]
- Hook
- Herdy Gerdy[англ.]
- Jaguar XJ-220
- Machine Head[англ.]
- Monty Python's Flying Circus[англ.]
- Ninja: Shadow of Darkness[англ.]
- Project Eden
- Rick Dangerous[англ.]
- Saint and Greavsie
- Smart Bomb[англ.]
- Soulstar[англ.]
- Shellshock
- Skeleton Krew
- Skidz[англ.]
- Switchblade
- The Big Red Adventure
- Tomb Raider
- Tomb Raider II
- Tomb Raider III
- Tomb Raider: The Last Revelation
- Tomb Raider: Chronicles
- Tomb Raider: The Angel of Darkness
- Universe[англ.]
- War Zone
- Wolfchild[англ.]
- Wonder Dog[англ.]